# 2014年シドニー人質立て籠もり事件
2014年シドニー人質立て籠もり事件（2014ねんシドニーひとじちたてこもりじけん、英語: 2014 Sydney hostage crisis）とは、2014年12月15日から16日にかけて、オーストラリア・シドニー中心業務地区（CBD）・マーティン・プレイスで起きた人質立て籠もり事件である。
イラン人のマン・ハロン・モニスがリンツ・ショコラ・カフェに16時間に渡って立て籠もり、客と店員を人質に取った。これに対し警察が12月16日午前2時20分（オーストラリア東部夏時間）に突入し、モニスを射殺した。また、突入の際に、人質となっていた2人が死亡した。

## 事件の流れ

### 事件の発生
2014年シドニー人質事件が発生した場所は、シドニー中心業務地区の一角マーティン・プレイス53番地のリンツ・ショコラ・カフェである。マーティン・プレイスの周辺には、オーストラリアの全国放送網であるセブン・ニュースの放送スタジオ、オーストラリアの中央銀行であるオーストラリア準備銀行、オーストラリアの市中四大銀行の一角を占めるオーストラリア・コモンウェルス銀行とウエストパック銀行の本社ビルがある。また、地下には、マーティン・プレイス駅がある。
事件が起きたのは、犯人であるマン・ハロン・モニスが銃を持って、2014年12月15日午前9時44分（オーストラリア東部夏時間）、リンツ・ショコラ・カフェに乱入したことによって始まった。モニスは、リンツ・ショコラ・カフェ内にいた人質を使い、信仰告白の旗（「アッラーフの他に神は無く、ムハンマドはアッラーフの使徒なり」という文言）を窓の外に掲げさせた。この旗を利用したことで、今回の立て籠もり事件は、ISILとの関連があるとの誤報も生じさせた。
犯人のモニスは、ひげを生やしており、白いシャツと黒のバンダナを着用していた。青色のスポーツバッグを持ち、ショットガンを携行していた。人質の1人は、何回も「人の盾」として、モニスに利用された。立て籠もり事件に先立ち、リンツ・ショコラ・カフェの自動ドアは利用できなくなった。
現地のラジオ局のシドニー2GBのアナウンサーであるレイ・ハドレーによると、モニスは、ラジオを通じて、オーストラリア首相に要求を伝えたいと報道した。もっとも、これらの報道は、不確かな情報である。モニスは、また、「シドニー周辺に4つの爆発物を仕掛けた」と声明を発表した。しかしながら、ニューサウスウェールズ州警察のアンドリュー・シピオーネは調査の結果、モニスの言ったような爆発物は発見されなかったと伝えた。
人質の何人かは、メディアを通じて、モニスの要求を伝えようと試みたが、事件当初、ニューサウスウェールズ州警察は、彼の要求を公にすることはできないと伝えた。しかし、彼の要求が公になると、警察はオーストラリア首相と会談し、ISILの旗を彼のもとに届けた。

### 複数の人質の脱出
12月15日午後3時37分、2人の人質が正面入口から脱出した。その直後、1人の従業員と2人の人質がチャンネル7の入口に姿を見せて、脱出に成功した。午後4時58分には、2人の女性従業員が別の入口から脱出に成功し、保護された。

### 制圧
日付が変わり、12月16日午前2時8分、5から7人の人質が脱出に成功した。2時14分、治安部隊が突入した。残りの人質は、2つのグループに分かれて救出された。1つのグループは、最初の銃撃直後に脱出を試みたグループであり、もう1つのグループは、制圧終了後に救出された。
突入してまもなく、ニューサウスウェールズ州警察当局は、モニスが射殺されたことを発表した。あわせて、2人の人質が銃撃戦で死亡したこと、3人が負傷したことを発表すると同時に、また、この突入により、1人の警察官が顔に銃撃を受け、負傷した。
人質の数は、鎮圧が完了するまで報道されなかった。治安当局は、少なくとも13人、多くとも50人が人質となっていると推定していた。制圧完了後に発表された人質の数は17人である。
死亡した人質の1人は、このカフェのマネージャーを勤めていたトーリー・ジョンソン（34歳）であり、彼は、モニスから銃を奪おうと格闘した際に、狙撃され、命を落とした。もう1人の犠牲者であるカトリーナ・ドーソン（38歳）は、このカフェを訪れていたバリスター(法廷弁護士)で、救出され病院に搬送される際に、心臓発作で命を落とした。

## シドニーの混乱と街の機能の閉鎖
立て籠もり事件が発生すると、リンツ・ショコラ・カフェより上層階にいた人々ははしごで、脱出した。シドニー・オペラ・ハウスは、疑わしい包装物が発見されたことで、閉鎖となった。シドニー・アメリカ合衆国領事館は、マーティン・プレイスにあるため、ここからも人々は避難した。
警察は、ハンター通り、ジョージ通り、エリザベス通り、マッコーリー通りの4つの通りが境界線を形成するマーティン・プレイスにいる人々に対して、屋内にとどまり、窓からは離れるように助言をした。コモンウエルス銀行、ウエストパック銀行、オーストラリア・ニュージーランド銀行のシドニー中心業務地区にある視点は、終日閉店となった。また、ニューサウスウェールズ州立図書館も閉鎖された。百貨店デーヴィッド・ジョーンズやニューサウスウェールズ州議会議事堂やニューサウスウェールズ州最高裁判所といった州の機関も閉鎖を余儀なくされた。マーティン・プレイスに本社を構えるセブン・ネットワークは、ニュース番組ザ・モーニング・ショーの放送延期を余儀なくされた。
人質立て籠もり事件のために、シドニーのいくつかの学校では、「ホワイト・レヴェル・ロックアウト」と呼ばれる校庭への立ち入りを禁止する状態に追い込まれた。
人質立て籠もり事件が発生している間は、シティ・サークルを構成するマーティン・プレイス駅の停車は見送られた。トランスポート・ニューサウスウェールズは、人々に対して、シドニー中心業務地区から離れることを助言した。道路も南は、ケーヒル高速道路、ヨーク通り、ハーバー通りを境にこれより北への自動車の流入は禁止となった。北側もケーヒル高速道路への流入が禁止され、すべての自動車がシドニー・ハーバー・トンネルへ誘導された。

## 犯人像
人質立て籠もり事件を起こしたのは、イラン生まれのマン・ハロン・モニス（1964年-2014年12月16日）である。
モニスは、シーア派の家系に生まれた。生涯のほとんどでシーア派を信仰していたが、人質立て籠もり事件の直前にスンナ派に転向している。モニスの転向は、信仰心よりもむしろ、過激派組織ISILへ共感したことにある。モニス自身は、宗教的指導者を意味する「シェイク」を自称したものの、イスラーム共同体からは宗教的指導者とはみなされていない。モニスは、オーストラリアにおけるスンナ派・シーア派それぞれのイスラーム団体からは疎外されていた。その理由は、彼自身のイスラーム過激原理主義への信仰、個人的な問題、犯罪歴にある。オーストラリア当局は、モニスのイスラーム過激原理主義への信仰と国際テロ組織との関係を確認はしていない。
モニスは、1996年に、オーストラリア政府の政治難民支援プログラムによって、オーストラリアへ移住した。しかしながら、2001年、モニスは、元妻の殺害幇助の容疑で逮捕されている。また、オーストラリア政府によるアフガニスタン紛争への介入に反発し、アフガニスタンで犠牲になったオーストラリア兵の遺族に嫌がらせの手紙を送るなどを行い、2012年には有罪判決を受けていた。

## 反応

### オーストラリア国内
オーストラリア首相・トニー・アボットは、人質立て籠もり事件が発生すると直ちに、この状況を把握するために、国家安全保障会議を召集した。アボットは声明で、「オーストラリア人は再度自信を持つべきものは、我々の法律の施行と治安当局は十分に訓練されており、装備も十分である。我々は、徹底的にまたプロフェッショナルな方法でこの事態に対処する」と述べた。また、後の声明で、「政治的に同意付けられた暴力とはいえ、我々オーストラリア人を恐怖に陥れることは無い。オーストラリアは、平和でオープンで寛容な社会である。暴力では何も変わることはないし、そういうわけで私はすべてのオーストラリア人が今日、いつもどおりの仕事を遂行すべきであることを促す」と述べた。
マイク・ベアード（Mike Baird）ニューサウスウェールズ州首相は会見で、「我々は、シドニーで今日試されている。警察も試され、公衆も試されている。しかし、我々がこれから何を試されたとしても、我々には強く民主的な市民社会が残るであろう。私は十分に信じているのは警察力とニューサウスウェールズ州警察である」と述べた。
シドニー市長のクローヴァー・ムーアは、12月16日朝、オーストラリア人に対して今回の一連の出来事を見つめるように促すと同時に、声明では、「我々は包括的な多文化社会を構築しており、我々は、一緒にこの問題を解決しなければならない」と述べた。オーストラリア総督のピーター・コスグローブも声明を発表し、今回の事件に巻き込まれた人々の家族に同情を示し、今回の事件の対処に当たった警察を賞賛し、「我々の最も価値を置くもの、それは、我々の方法での生活であり、我々がお互いに他人を思いやり尊敬するものであるが、一緒に守ろう」とオーストラリア人に伝えた。

### コミュニティ

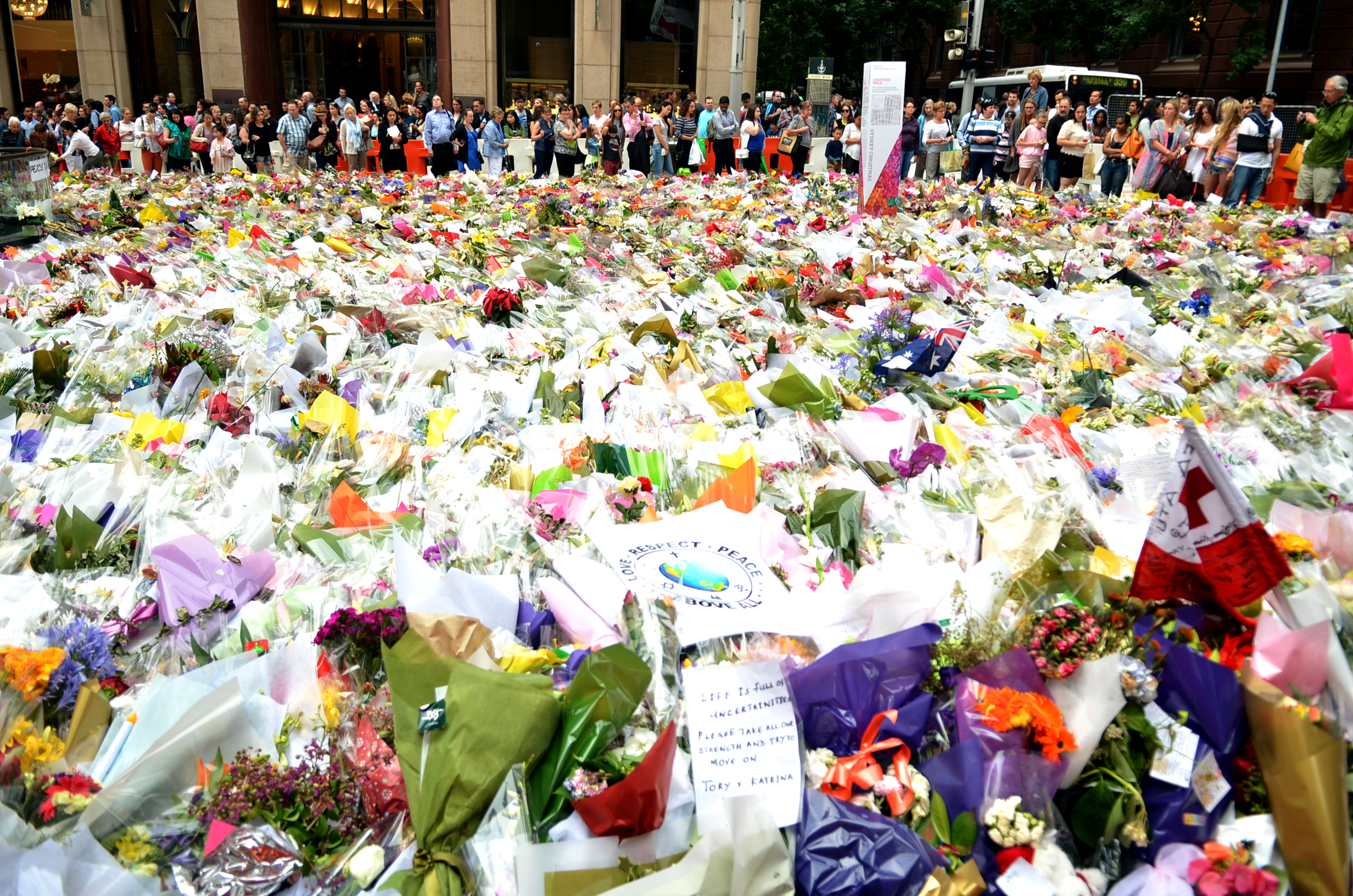
マーティン・プレイスにささげられた花束

事件を追いかけるにつれ、オーストラリアに居住するムスリムへの攻撃が関心にあがった。ニューサウスウェールズ州警察は、12月16日、オーバーンのモスクで脅迫をしようとした男性を1人逮捕したと発表した。それ以外にもいくつかの事件が報告された。ムスリムへの反対意識が高まる中で、「#illridewithyou」というハッシュタグがソーシャルメディアで広がり、ムスリムが公共交通機関を1人で利用する際に、彼らを物理的に心理的に助けようという動きが始まった。
警察が事件を鎮圧した日の朝、マーティン・プレイスでは今回の犠牲者を悼む人々が同地を訪問し、哀悼をささげた。アボット豪首相とベアードNSW首相も同地を訪れ、献花を行った。ニューサウスウェールズ州のすべての政府の建物では、シドニー・ハーバー・ブリッジを含め、半旗を実行し、今回の事件の犠牲者を悼んだ。

### 宗教組織
レバノン・ムスリム協会の代表であるサニエル・ダンダンは、ABCニュースで、オーストラリアに居住するムスリム指導者は、オンラインでどのように、この危機に対して我々ムスリム社会が手助けすることができるか話し合ったと述べた。ダンダンは、加えて、今回の犯人がオーストラリアのムスリム社会にどのように結びついているか知らないとしつつ、このような人質立て籠もり事件のような状況で我々ができることは、オーストラリアのムスリム社会に属している属していないにかかわらず、警察が発表する情報を待つことであり、何か起こったとしても我々ムスリム社会は、彼らを支援することが必要である。我々はオーストラリアにいるのだから」と述べた。
オーストラリアに住むムフティーのイブラヒム・アブー・モハメッドは、この事件を非難する声明を発表した。15日の昼の間に、50人あまりのムスリムが彼の声明に賛同し、事件を非難した。オーストラリアのアフマディーヤムスリム協会の代表も「今回のような事件は犯罪であり、イスラームの教えに反する」と事件を非難した。
エジプト人のムフティーであるシャウキー・イブラーヒーム・アブドゥルカリームは、今回の事件に対する非難を発表した。声明では、「テロのような行動は、イスラームの教えに背いている。イスラームの教えは、共存と平和である」とし、「ムスリムに対しての憎悪を広げるためのテロ行為がオーストラリアの国内外のどこでも行われることに対して」警告した。

### 国際社会
カナダジョン・ベアード外務大臣の報道官は、「我々は、シドニーにいるすべてのカナダ人に対して、状態が沈静化するまで、よりいっそうの警戒と行動を制限すべきである」と発表した。イランの外務大臣の報道官であるマルジー・アフカムは、今回の事件を「非人道的である」と非難し、オーストラリア当局は、繰り返し、モニスに対して警告していたと述べた。
バラク・オバマアメリカ合衆国大統領もこの事件に対して声明を発表した。在オーストラリア・イスラエル大使館もテロの脅威に対して、オーストラリア政府と同じ立場であることを発表した。ジョン・キー  ニュージーランド首相、ナレンドラ・モディ  インド首相、デーヴィッド・キャメロン  イギリス首相もこの事件に対して、声明を発表している。